# Campeonato Canadiense de Fútbol 2020
El Campeonato Canadiense de Fútbol 2020 fue la decimotercera edición de la competición del fútbol de Canadá. Estaba programado para disputarse del 16 de junio al 24 de septiembre de 2020, sin embargo la Pandemia de COVID-19 la ha retrasado hasta el 20 de marzo de 2021.
El torneo según lo planeado originalmente incluía doce equipos: tres clubes de la MLS, siete clubes de la Premier League canadiense, y los campeones de League1 Ontario y Première Ligue de soccer du Québec. La ciudad de Ottawa parecía estar ausente por primera vez desde 2013, con el Ottawa Fury FC suspendiendo las operaciones a fines de 2019 y el Atlético Ottawa se unió a la Premier League canadiense después de finalizar el sorteo original.
En junio de 2020, Canada Soccer confirmó que debido a la pandemia, el torneo (si aún se celebra) ahora excluiría a los clubes de la tercera división ya que sus temporadas habían sido canceladas. Sin embargo, los dos clubes eliminados serán invitados de regreso para la edición 2021. En agosto de 2020, se confirmó un formato especial, consiste en la participación de solo dos equipos: el ganador de un triangular con los clubes canadienses de la MLS y el campeón de la CPL. El ganador obtiene la Voyageurs Cup y la clasificación a la Liga de Campeones de la Concacaf 2021.
El 11 de marzo de 2021 se anunció que la final se pospondría más allá de marzo, debido a que el 8 de marzo el Toronto FC anunció que varios miembros de su equipo habían dado positivo por COVID-19 y que habían suspendido el entrenamiento. Finalmente se decidió que el Toronto FC dispute la Liga de Campeones de la Concacaf 2021 por ser el mejor clasificado del torneo.

## Equipos participantes
| Equipo     | Ciudad   | Liga                    |
| ---------- | -------- | ----------------------- |
| Toronto FC | Toronto  | Major League Soccer     |
| Forge FC   | Hamilton | Canadian Premier League |

## Clasificación al torneo

### Major League Soccer
La Major League Soccer anunció el calendario de la primera fase como parte de la temporada regular, pero debido a las restricciones en la frontera de Canadá y Estados Unidos por la pandemia del COVID-19, los 3 equipos canadienses de la MLS se enfrentaron entre sí en sus propios estadios habituales, cada club jugó 6 partidos. El equipo con mayor puntaje obtenido entre los 3, clasificaba a la final del Campeonato Canadiense de Fútbol.
| Pos. | Equipo              | Pts. | PJ | G | E | P | GF | GC | Dif. | Clasificación     |
| ---- | ------------------- | ---- | -- | - | - | - | -- | -- | ---- | ----------------- |
| 1    | Toronto FC (Q)      | 12   | 6  | 4 | 0 | 2 | 9  | 5  | +4   | Avanza a la final |
| 2    | Montreal Impact     | 9    | 6  | 3 | 0 | 3 | 9  | 8  | +1   |                   |
| 3    | Vancouver Whitecaps | 6    | 6  | 2 | 0 | 4 | 8  | 13 | −5   |                   |

Actualizado a los partidos jugados el 17 de septiembre de 2020.
 Fuente: 

### Canadian Premier League

#### Final
La final se jugó a partido único en el UPEI Artificial Turf Field, Charlottetown, Isla Príncipe Eduardo.
| 19 de septiembre de 2020 | Forge FC                           | 2:0 (0:0) | HFX Wanderers FC | UPEI Artificial Turf Field, Charlottetown, Isla del Príncipe Eduardo |                                                     |
| 15:00                    | Achinioti Jönsson 60' · Tissot 90' | Reporte   |                  | Asistencia: 0 espectadores Árbitro(s): Juan Márquez                  | Asistencia: 0 espectadores Árbitro(s): Juan Márquez |

| Bandera de Ontario          |
| Campeón Forge FC 2.º título |

## Final
El 11 de marzo de 2021, se anunció que el partido no podría completarse a tiempo para el inicio de la Liga de Campeones de la Concacaf 2021. Se llegó a un compromiso en el que Toronto FC sería nombrado para el puesto de Liga de Campeones de la Concacaf 2021, mientras que Forge FC podría albergar el partido una vez que finalmente se juegue. El 25 de marzo de 2021, el presidente de Canada Soccer, Nick Bontis, dijo que la final podría terminar en julio de 2022.
Finalmente, el 2 de marzo de 2022, se confirmó que la fecha a disputar la final fue el 4 de junio del mismo año.
| 4 de junio de 2022 | Forge FC                                                        | 1:1 (0:0) (4:5 p.)         | Toronto FC                                                 | Tim Hortons Field, Hamilton, Ontario                        |                                                             |
| 19:00 ET           | Borges 60'                                                      |                            | Pozuelo 57'                                                | Asistencia: 13 715 espectadores Árbitro(s): Silviu Petrescu | Asistencia: 13 715 espectadores Árbitro(s): Silviu Petrescu |
|                    |                                                                 | Tiros desde el punto penal |                                                            |                                                             |                                                             |
|                    | - Achinioti-Jönsson - Campbell - Pacius - Bekker - Musse - Poku |                            | - Jiménez - Salcedo - Kerr - Pozuelo - Perruzza - Thompson |                                                             |                                                             |

| Bandera de Ontario            |
| Campeón Toronto FC 8.º título |